# Lijst van Alsodidae
Onderstaand een lijst van alle soorten kikkers uit de familie Alsodidae. De lijst is gebaseerd op Amphibian Species of the World.
- Alsodes australis
- Alsodes barrioi
- Alsodes cantillanensis
- Alsodes coppingeri
- Alsodes gargola
- Alsodes hugoi
- Alsodes igneus
- Alsodes kaweshkari
- Alsodes montanus
- Alsodes monticola
- Alsodes neuquensis
- Alsodes nodosus
- Alsodes norae
- Alsodes pehuenche
- Alsodes tumultuosus
- Alsodes valdiviensis
- Alsodes vanzolinii
- Alsodes verrucosus
- Alsodes vittatus
- Eupsophus altor
- Eupsophus calcaratus
- Eupsophus contulmoensis
- Eupsophus emiliopugini
- Eupsophus insularis
- Eupsophus migueli
- Eupsophus nahuelbutensis
- Eupsophus roseus
- Eupsophus septentrionalis
- Eupsophus vertebralis
- Limnomedusa macroglossa